# Aminata Savadogo
Aminata Savadogo (Riga, 1993. január 9. –), művésznevén Aminata, lett–burkina fasói énekesnő, dalszerző. Ő képviseli Lettországot a 2015-ös Eurovíziós Dalfesztiválon, Bécsben a Love Injected (magyarul: Befecskendezett szerelem) című dalával. A döntőben 186 pontot sikerült összegyűjtenie, így a hatodik helyezést érte el.

## Élete és pályafutása
Aminata 1993. január 9-én született Rigában, egy lett–orosz anyától és egy burkina fasói apától. Jelenleg a Lett Tudományegyetem közgazdaságtan szakán tanul.
Már 15 évesen szerepelt a Krodziņā pie Paula című műsorban, 17 évesen pedig a Muzikālā banka című showban is. A Koru kari 3 (az ausztrál Battle of Choirs lett változata) című versenyen is indult, a Golden nevű kórus tagjaként.
2014-ben megnyerte a Jaunā talantu fabrika című tehetségkutató műsort.
2015. április 8-án adja ki első stúdióalbumát Inner Voice címmel.

### Eurovíziós Dalfesztivál
Nemzetközi ismeretségre először 2014-ben tett szert, a Dziesma című eurovíziós dalválasztó műsor versenyzőjeként, ahol az I Can Breathe (magyarul: Tudok lélegezni) című dalával ötödik helyezést ért el. 2015-ben visszatért a megújult, Supernova című dalválasztó műsorba, amit meg is nyert, így övé lett a megtiszteltetés, hogy képviselje Lettországot a 2015-ös Eurovíziós Dalfesztiválon, Bécsben.

## Diszkográfia

### Albumok
- Inner Voice (2015)

### Kislemezei
- I Can Breathe (2014)
- Leave Love My Bleeding (2014)
- Love Injected (2015)